# انحراف السوق
انحراف السوق في السوق المالية هو التوقعية التي تبدو غير متوافقة مع نظريات أسعار الأصول (القائمة على المخاطر عادة). تتضمن النظريات القياسية نموذج تقييم الأصول الرأسمالية ونموذج فاما-فرنش للمعاملات الثلاثة، ولكن الافتقار إلى الاتفاق بين الأكاديميين بشأن النظرية المناسبة يدفع كثيرين إلى الإشارة إلى الانحرافات دون الإشارة إلى نظرية مرجعية (على سبيل المثال، دانييل وهيرشليفر في عام 2015، وبربريس في عام 2018). في الواقع، العديد من الأكاديميين يشيرون ببساطة إلى الانحرافات باعتبارها «مؤشرات العائد»، متجنبين مشكلة تحديد نظرية مرجعية.
وثق الأكاديميون أكثر من 150 من مؤشرات العائد. غير أن هذه «الانحرافات» تأتي مع كثير من المحاذير. تركز معظم الانحرافات الموثقة تقريبًا على الأسهم الصغيرة غير السائلة. علاوة على ذلك، لا تضع الدراسات في الحسبان تكاليف التجارة. نتيجة لهذا، فإن العديد من الانحرافات لا تقدم أرباحًا، على الرغم من وجود التوقعية أو القدرة على التنبؤ. بالإضافة إلى ذلك، فإن إمكانية تنبؤ العائدات تنحدر بدرجة كبيرة بعد نشر مؤشر ما، وبالتالي قد لا تقدم أرباحًا في المستقبل. أخيرًا، قد تكون إمكانية تنبؤ العائد نتيجة لتعدد القطاعات أو تغير الزمن في المخاطر، وبالتالي لا توفر بالضرورة فرصة استثمار جيدة. في هذا الصدد، فإن إمكانية تنبؤ العائد في حد ذاتها لا تدحض فرضية كفاءة السوق، إذ يتعين على المرء أن يثبت قدرته على التنبؤ أكثر من ما ينطوي عليه نموذج معين من المخاطر.
تتلخص التفسيرات الرئيسية الأربعة للانحرافات في السوق في (1) سوء التسعير، (2) المخاطر غير المقيسة، (3) حدود المراجحة، (4) تحيز الاختيار. لم يتوصل الأكاديميون إلى إجماع على السبب الأساسي، إذ يواصل الأكاديميون البارزون الدعوة إلى الانحياز في الاختيار، وسوء التسعير، والنظريات القائمة على المخاطر.
يمكن تصنيف الانحرافات إلى انحرافات متعددة القطاعات والتسلسل الزمني. تشير انحرافات التسلسل الزمني إلى إمكانية التنبؤ في سوق الأسهم الكلية، مثل تنبؤ مكاسب السعر المعدلة دوريًا الذي كثيرًا ما يُناقش. تشير متنبئات التسلسل الزمني هذه إلى الأوقات التي يكون فيها من الأفضل الاستثمار في الأسهم مقابل الأصول الآمنة (مثل سندات الخزانة). تشير انحرافات متعددة القطاعات إلى الأداء المتفوق لأسهم معينة بالنسبة لأخرى. على سبيل المثال، يشير انحراف الحجم المعروف إلى حقيقة مفادها أن الأسهم ذات الرسملة السوقية المنخفضة تميل إلى أداء متفوق على الأسهم ذات الرسملة السوقية الأعلى في المستقبل.

## تفسيرات الانحرافات

### سوء التسعير
تنسب العديد من الأوراق، إن لم يكن معظمها، التي توثق الانحرافات إلى سوء التسعير (لاكونيشوك، شيليفر، وفيسني 1994، على سبيل المثال). يعد تفسير سوء التسعير طبيعيًا، إذ أن الانحرافات بحكم التعريف هي حالات حيود عن نظرية مرجعية لأسعار الأصول. بالتالي، يُعرّف «سوء التسعير» باعتباره الانحراف بالنسبة إلى المعيار المرجعي.
يمثل المعيار الأكثر شيوعًا نموذج تسعير الأصول الرأسمالية. يُقاس الانحراف عن هذه النظرية بواسطة تقاطع غير صفري في خط سوق الأوراق المالية المقدّر. يُشار إلى هذا التقاطع عادةً بالحرف اليوناني ألفا:
{\displaystyle E(R_{t}-R_{f,t})=\alpha +\beta [E(R_{M,t}-R_{f,t})]\,}
حيث {\displaystyle R_{t}}  هو العائد على الانحراف، {\displaystyle R_{f,t}} هو العائد على السعر الخالي من المخاطر، {\displaystyle \beta } هو الميل من تراجع عائدة الانحراف على عائد السوق، {\displaystyle R_{M,t}}  هو العائد على «السوق»، الذي غالبًا ما يُحسب بواسطة العائد في فهرس مركز البحوث في أسعار الأوراق المالية (فهرس لكافة أسهم الولايات المتحدة المتداولة علنًا).
كثيرًا ما تكون تفسيرات سوء التسعير مثيرة للجدال داخل التمويل الأكاديمي، إذ لا يتفق الأكاديميون على النظرية المرجعية السليمة. يرتبط هذا الخلاف بشكل وثيق «بمشكلة الفرضية المشتركة» لفرضية كفاءة السوق.